# Fahrt über drei Meere (Film)
Fahrt über drei Meere ist ein sowjetisch-indischer Abenteuerfilm von Khwaja Ahmad Abbas und Wassili Pronin aus dem Jahr 1957 nach dem Reisebericht des russischen Entdeckers Afanassi Nikitin.

## Handlung
Afanassi Nikitin stammte aus Twer. Seine Heimatstadt gehörte zu dem russischen Staat, der mit Moskau als Mittelpunkt am Oberlauf der Wolga entstanden war. Ein unruhiges Herz hatte der junge Kaufmann, er reiste oft. Aber seine ganze Sehnsucht gehörte jenem fernen Land, von dem er so viele Wunderdinge gehört hatte.
Im Herbst 1466 ist es so weit. Nikitin verlässt Twer, er hat sich einem Reisezug angeschlossen, der nach Persien will. In seinem Gepäck befindet sich das Tagebuch, das 500 Jahre später gestattet seinen Weg nachzuzeichnen und Nikitin den ihm gebührenden Platz zu geben.
Viel hat er aufzuschreiben. Da ist jene Nacht, in der Tataren die Reisenden überfallen. Der Weg scheint schon zu Ende, doch Nikitin rettet sich. Er hat nur noch das nackte Leben, aber das Ziel vergisst er nicht. Zu Fuß schleppt er sich weiter. Da ist die Wüste. Der Durst, die Hitze und Sand, nur Sand. Ein Betrüger raubt ihm das Letzte. Nikitin verfolgt ihn, es ist eine mühselige Sache. Als er den Räuber stellt, ist er am Meer angelangt. Irgendwo dort am Horizont muss es liegen: das Märchenland Indien. Ein Schiff nimmt ihn mit. Neue Leiden, Sturm und haushohe Wellen, der Wasservorrat geht zur Neige – wieder glaubt Nikitin, dies sei das Ende. Da ist Land in Sicht. Es ist das Land seiner Sehnsucht. Nach zwei Jahren ist Nikitin am Ziel. Der erste Russe betritt indischen Boden. Neue Abenteuer sind zu bestehen. Er findet Freunde. Da ist der Sänger Sakaram; da ist die Familie des Mädchens Champa, das er vor dem Tod durch Schlangengift rettet; da ist die Hoftänzerin Lakshmi, die alles mit den Bewegungen des Tanzes auszudrücken vermag.
Über allem ist aber das Land mit seinen Rätseln. Der blaue Himmel, die Regenzeit, Bäume, die Nikitin nie gesehen hatte, Tempel mit hohen Götterbildern, Gewürze und Edelsteine …
Eines Tages weiß Afanassi Nikitin, dass er wieder aufbrechen muss. Twer, die Heimat mit den endlosen Weiten, dem Schnee des klaren Winters, dahin muss er zurück. Muss Kunde bringen von Indien und Mittler zwischen beiden Völkern.
Nicht minder strapazenreich ist die Wanderung zurück. Nach fünf Jahren betritt Nikitin wieder russischen Boden. Aber er kommt nicht mehr nach Twer. Unterwegs, in einem Kloster, stirbt er an Entkräftung. Sein Bericht jedoch, sein Leben überdauert die Zeiten. Gibt noch heute Kunde von einem kühnen Entdecker, von einem Menschen des großen russischen Volkes.

## Hintergründe
Jenes sagenumwobene Land Ophir, das schon im Alten Testament erwähnt wird – es könne sehr wohl Indien gewesen sein, mutmaßen viele Wissenschaftler. Ist diese These jedoch bisher nicht bewiesen so steht fest, dass das Erforschen eines Weges nach Indien stets eine wichtige Rolle in den Gedanken der großen Entdecker spielte. Es ist aber kaum bekannt, dass bereits 1468 ein russischer Kaufmann, Afanassi Nikitin, das Gestade des riesigen Reiches betrat.
Zu dieser Zeit lebte der erste Weltumsegler Magellan noch nicht; der Portugiese Vasco da Gama fand erst dreißig Jahre später den Seeweg nach Indien, und der Genuese Kolumbus, der Amerika entdeckte und dabei glaubte, er sei an der Ostküste Indiens gelandet, war gerade erst 17 Jahre alt. Lediglich der Venezianer Marco Polo (1292) und der Araber Ibn Battuta (1333) haben Indien bereist und darüber berichtet.

## Auszeichnungen
- Internationale Filmfestspiele von Cannes 1958 nominiert für die Goldene Palme
- Filmfare Award/Bestes Szenenbild an M. R. Acharekar (1958)

## Kritiken
„Farbenprächtige Unterhaltung mit einem Massenaufgebot an Mitwirkenden und interessante Einblicke in die indische Mentalität, Kultur und Landschaft. In seiner humanistischen Gesinnung überzeugend, handwerklich eher durchschnittlich und mit einigen Längen.“